# Rachel Sobry
 (juin 2019).
Si vous disposez d'ouvrages ou d'articles de référence ou si vous connaissez des sites web de qualité traitant du thème abordé ici, merci de compléter l'article en donnant les références utiles à sa vérifiabilité et en les liant à la section « Notes et références ».
Rachel Sobry, née à Chimay, le 9 mai 1993, est une femme politique belge membre du Mouvement réformateur (MR). Au sein de la  législature wallonne 2019-2024, c'est la plus jeune députée élue . 

## Parcours scolaire et professionnel
Après un bachelor en sciences politiques à l'Université Saint-Louis, elle complète sa formation par un master en administration publique à l'UCLouvain.
De janvier 2018 à juin 2019, elle est collaboratrice au sein de la cellule Politique générale au cabinet du ministre Denis Ducarme.
Depuis juin 2019, Rachel Sobry est députée au Parlement wallon et de facto au Parlement de la Communauté française de Belgique.

## Parcours politique
Échevine à Momignies et conseillère provinciale en 2018 (jusqu'au 11/06/2019), elle devient députée en mai 2019 après les élections régionales wallonnes.
Dans le cadre de ces fonctions, elle siège en commission de l'Emploi, de l'Action sociale et de la Santé, en commission de la Fonction publique, du Tourisme et du Patrimoine, commission chargée des questions européennes et en commission spéciale chargée d'évaluer la gestion de la crise sanitaire de la Covid-19 par la Wallonie. Au sein du Parlement de la Communauté française de Belgique, elle siège également comme membre titulaire de la commission du Budget, de la Fonction publique, de l'Égalité des chances, de la Tutelle sur Wallonie-Bruxelles Enseignement et des Bâtiments scolaires.

## Mandats politiques[2]
- 03/12/2018 - 11/06/2019 : Conseillère communale de la commune de Momignies ;
- 03/12/2018 - 11/06/2019 : Échevine de la commune de Momignies ;
- 22/11/2018 - 11/06/2019 : Conseillère provinciale de la province de Hainaut ;
- 11/06/2019 - 13/06/2024 : Députée au Parlement wallon ;
- 18/06/2019 - 02/07/2024 : Députée de la Communauté française.
- Depuis le 02/12/2024 : Bourgmestre de Thuin